# Camarines Norte
Camarines Norte là một tỉnh thuộc vùng Bicol tại Luzon, Philippines. Tỉnh lỵ là Daet. Tỉnh giáp với Quezon về phía tây và Camarines Sur về phía nam.

## Nhân khẩu
Camarines Norte có dân số là 513.785 người theo thống kê năm 2007, chiếm 10% dân số của vùng và 0,62% dân số của cả nước. Tiếng Bikol là ngôn ngữ chính trong tỉnh, ngoài ra tiếng Tagalog và tiếng Anh cũng được sử dụng rộng rãi.

## Địa lý
Camarines Norte nằm ở phía tây bắc bán đảo Bicol, và thuộc về phần đông nam của đảo Luzon, hòn đảo lớn nhất Philippines. Tỉnh giáp Thái Bình Dương về phía bắc và đông, Tỉnh lỵ Daet cách Vùng thủ đô Manila 342 km về phía đông nam.

## Lịch sử
Tỉnh Bicol được thành lập vào năm 1573. Tỉnh Camarines được tách ra khỏi Bicol năm 1636, rồi tiếp tục được tách thành Camarines Norte và Camarines Sur. Sau đó hai tỉnh lại hợp nhất thành Ambos Camarines (ambos tiếng Tây Ban Nha là "cả hai") từ 1854 đến 1867, sau đó lại tía hợp nhất một lần nữa vào năm 1893, đến năm 1917 lại được tách ra như ngày nay.

## Hành chính
Camarines Norte có 12 đô thị tự trị:
| Đô thị tự trị             | Số Barangay | Diện tích (km²) | Dân số (2007) |
| ------------------------- | ----------- | --------------- | ------------- |
| Basud                     | 29          | 260,28          | 36.763        |
| Angadanan                 | 22          | 290             | 29.683        |
| Aurora                    | 25          | 46              | 94.184        |
| Benito Soliven            | 27          | 214,44          | 49.028        |
| Burgos                    | 52          | 589,36          | 88.087        |
| Cabagan                   | 26          | 173,69          | 46.856        |
| Cabatuan                  | 27          | 119,37          | 12.299        |
| Cordon                    | 12          | 57,49           | 9.615         |
| Delfin Albano (Magsaysay) | 9           | 199,35          | 40.300        |
| Ilagan                    | 19          | 199,35          | 40.300        |
| Jones                     | 15          | 30,76           | 22.942        |
| Luna                      | 19          | 141,43          | 39.653        |